# St. Martin (Ypern)

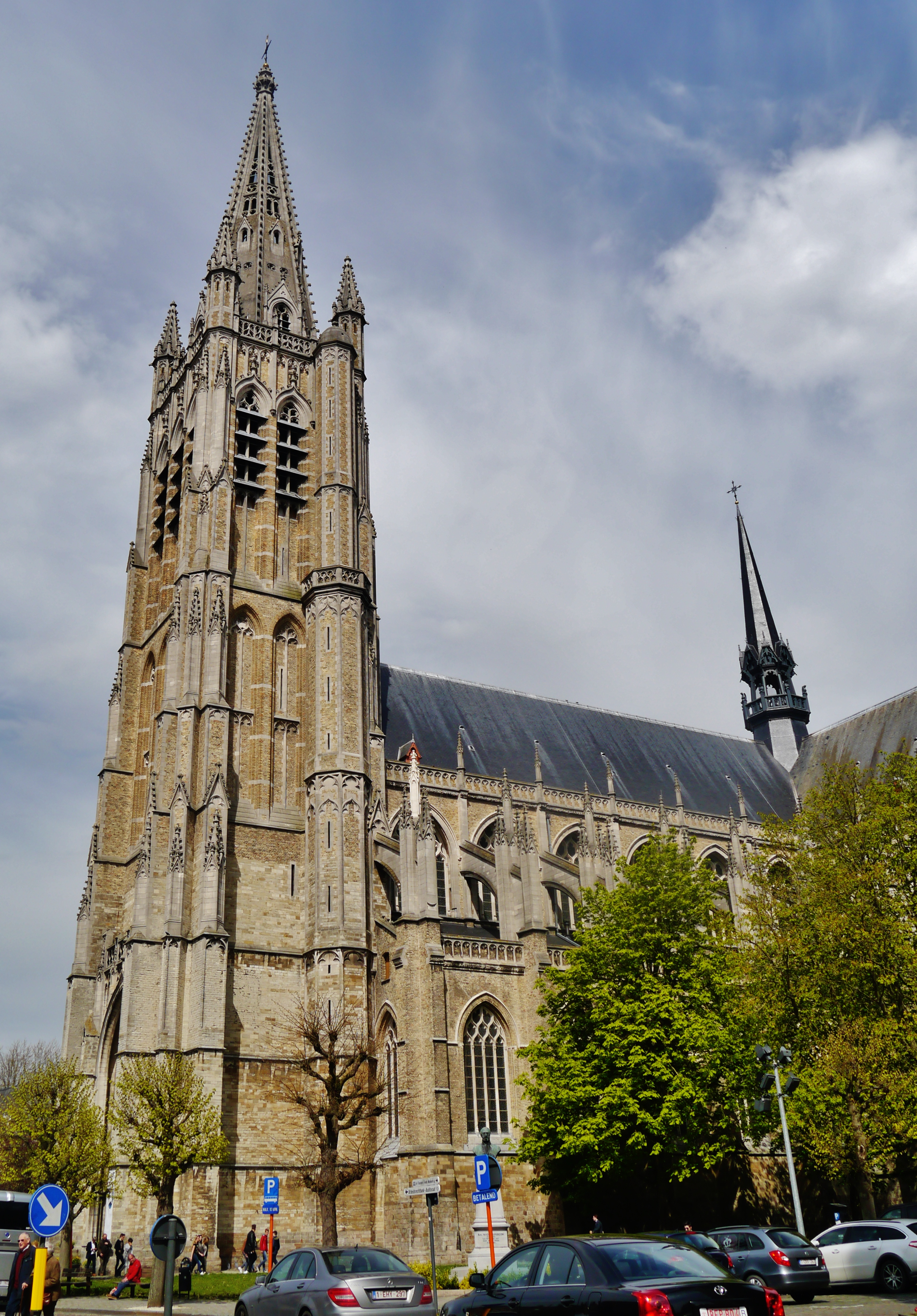
St. Martin (Ypern)

Die römisch-katholische Kirche St. Martin (niederländisch Sint-Maartenskerk), allgemein bekannt als St. Martinskathedrale, ist eine Kirche in der belgischen Stadt Ypern (niederländisch Ieper). Diese Kirche war die Kathedrale der ehemaligen Diözese Ypern, die von 1561 bis 1801 bestand. Sie gehört zur Pastorale Eenheid O.L.V.-van-Vrede Regio Ieper im Bistum Brügge und steht als flämisches Kulturerbe unter Denkmalschutz.

## Geschichte

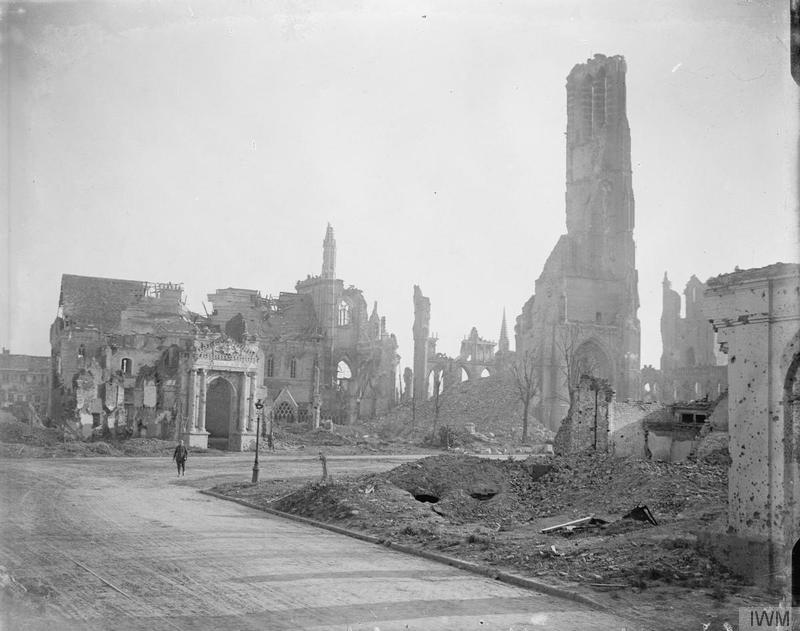
Zerstörte Kathedrale von Ypern

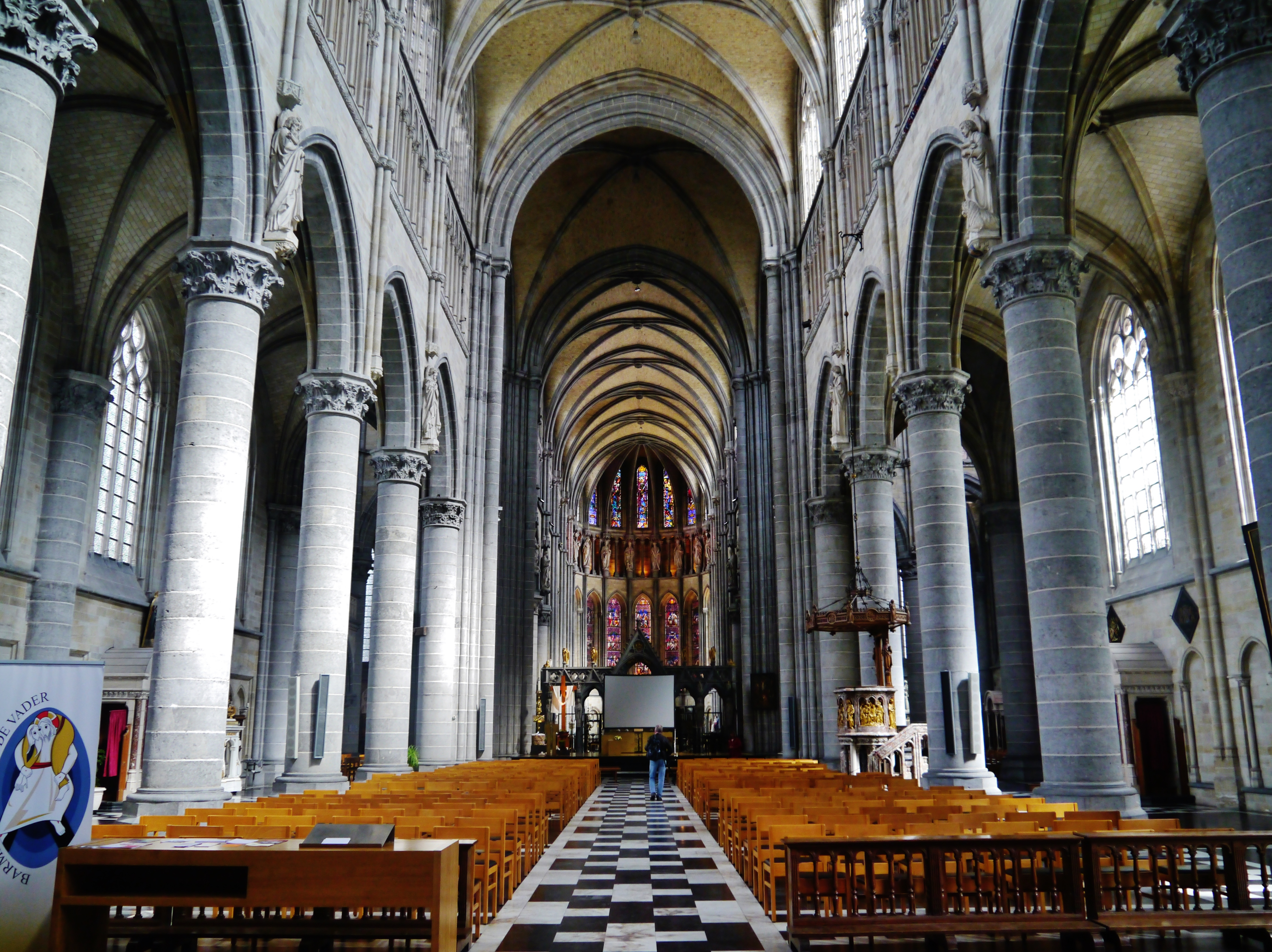
Innenansicht

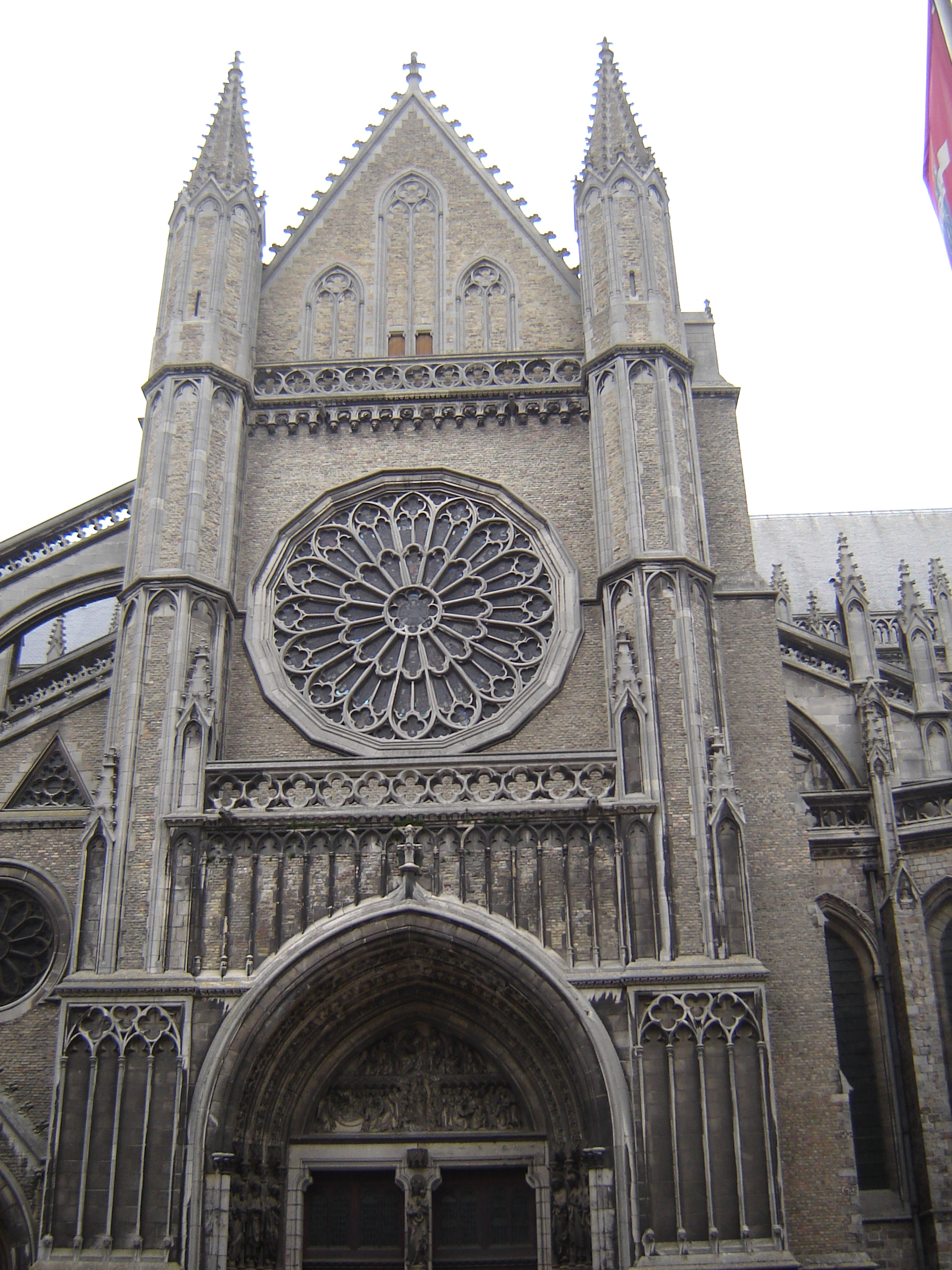
Seitenfassade der St. Martinskirche

Ursprünglich stand an dieser Stelle eine romanische Kirche, wahrscheinlich aus dem 10. oder 11. Jahrhundert.
Im achten Jahrhundert entstand die Diözese Terwaan (heute Thérouanne, an der Lys und südlich von Saint-Omer). Kaiser Karl V. zerstörte die Abteien von Terwaan, weil die Äbte dem französischen König gegenüber zu loyal waren. 1561 wurde die Diözese Terwaan in drei Diözesen aufgelöst: Boulogne-sur-Mer, St.-Omer und Ypern. Die Kirche des St.-Martinsklosters (Regularkanoniker von St.-Augustinus) wurde dann zur Kathedrale erhoben. Cornelius Jansenius ist der bekannteste Bischof der Diözese Ypern gewesen.
Durch das Konkordat zwischen Napoleon Bonaparte und Papst Pius VII. von 1801 wurde das Bistum Ypern aufgehoben und die Pfarreien gehörten fortan zum Bistum Gent. Im Jahr 1833 wurde die Diözese Brügge wiedererrichtet, zu der Ypern seitdem gehört.
Die Martinskirche wurde im Ersten Weltkrieg völlig zerstört und danach wieder aufgebaut (1922–1930). Die Fotos der zerstörten Tuchhallen und der Kirche St. Martin von Ypern wurden zum Sinnbild für die Schrecken der neuzeitlichen Kriege.

## Architektur und Ausstattung
Das Bauwerk ist eine kreuzförmige gotische Basilika mit Querschiff, mit polygonalem, zweizonigem Chorschluss im Hauptschiff und flankierenden Kapellen in den Seitenschiffen (ähnlich wie bei St. Yved in Braine). 

### Glocken
Im 102 Meter hohen Turm hängt ein sechsstimmiges Glockengeläut.

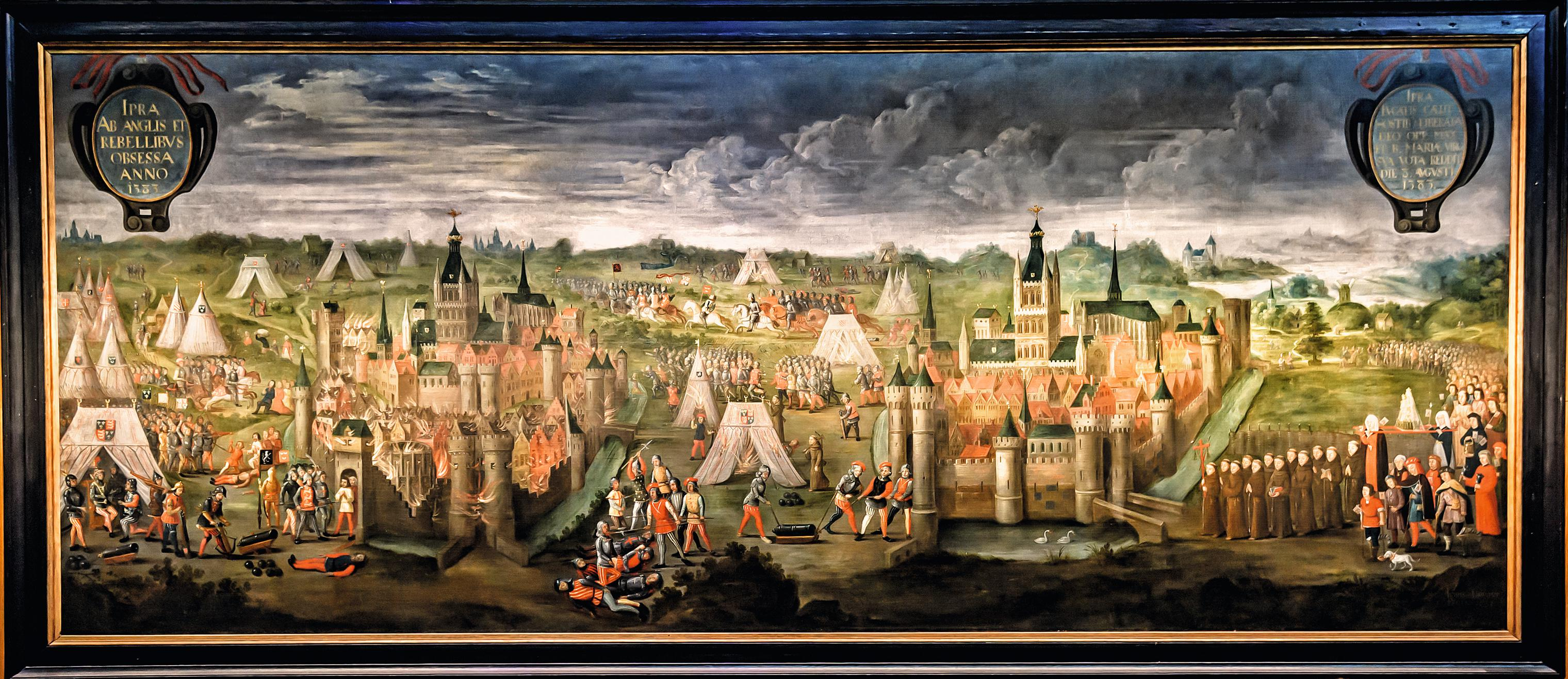
Belagerung von Ypern

| Glocke | Name                        | Gussjahr | Gießer, Gussort              | Durchmesser | Masse   | Schlagton |
| ------ | --------------------------- | -------- | ---------------------------- | ----------- | ------- | --------- |
| 1      | Martinus                    | 1928     | Marcel Michiels Jr., Doornik | 1665 mm     | 2970 kg | B°        |
| 2      | Onze-Lieve-Vrouw van Thuyne | 1930     | Slégers-Causard, Tellin      | 1473 mm     | 2150 kg | cis′      |
| 3      | Andreas                     | 1930     | Slégers-Causard, Tellin      | 1320 mm     | 1524 kg | dis′      |
| 4      | Jan van Waasten             | 1930     | Slégers-Causard, Tellin      | 1236 mm     | 1228 kg | e′        |
| 5      | Margaretha van Ieper        | 1929     | Marcel Michiels Jr., Doornik | 1074 mm     | 0875 kg | g′        |
| 6      | Angelusglocke               | 1911     | Omer Michaux, Leuven         |             |         | es″       |

### Kunstwerke
Mehr als zwanzig Gemälde hängen in der Kirche. Das bekannteste ist eine große Leinwand von Joris Liebaert aus dem Jahr 1657 über die Belagerung von Ypern (1383). Es gibt auch Arbeiten von:
- Jozef Beke (Der Tod der Maria, 1768)
- Joseph-Benoît Suvée (drei Gemälde von 1772–1777)
- Matthijs De Visch: Jesus und die Samariterin
- Victor Boucquet: Maria, Königin der Jungfrauen
- Niklaas van de Velde (Heilige Familie in der St. Anna-Kirche, Taufe von Chlodwig und Kreuztragung)
- Ernest Wante (Das letzte Abendmahl, 1931)

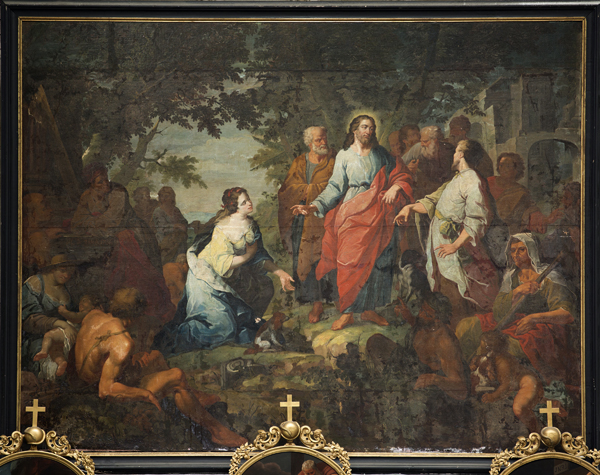
Matthijs De Visch: Jesus und die Samariterin
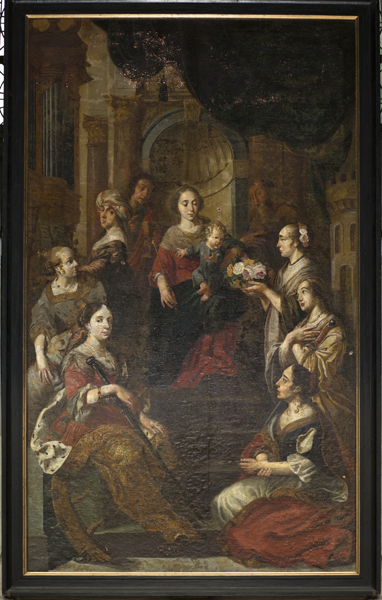
Victor Boucquet: Maria, Königin der Jungfrauen
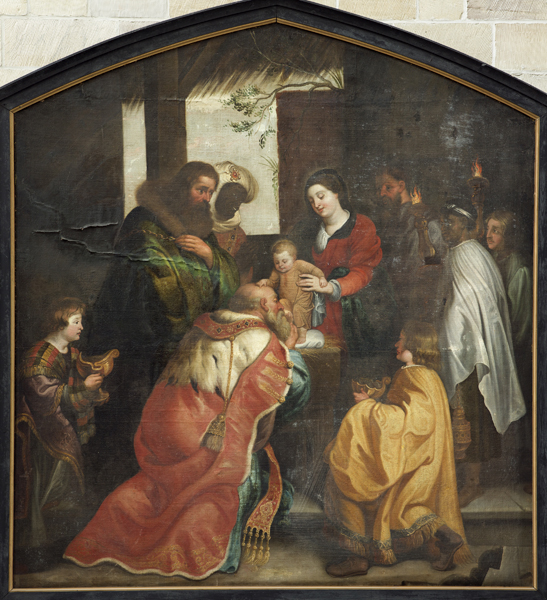
Anbetung der Könige, Flämische Schule
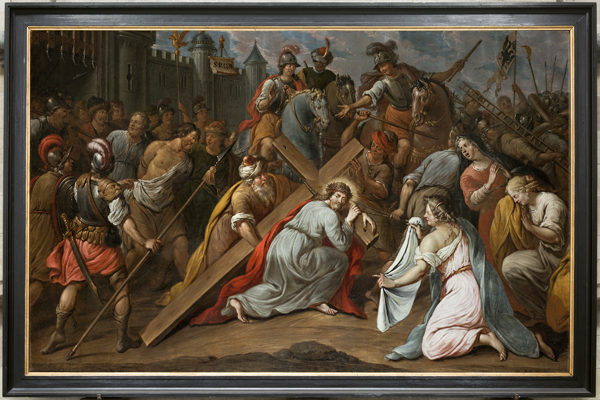
Kreuztragung Christi, Veronika mit Schweißtuch

Unter den Skulpturen fallen besonders die Grabdenkmäler auf, vor allem die der Ypern-Bischöfe aus dem 16. und 17. Jahrhundert. Die Grabstätte von Jansenius († 1638) im zweiten Chorjoch ist bescheiden mit einem namenlosen Fußbodenstein gekennzeichnet, der das Jahr seines Todes angibt. Louise de Laye († 1506), Witwe des Kanzlers William Hugonet, hat ein Grab aus schwarzem Marmor. Für das Grabmal des Dekans Camille Delaere, der während des Ersten Weltkriegs rettete, was zu retten war, wurden Skulpturen von Artus Quellinus dem Jüngeren aus dem 17. Jahrhundert verwendet. Auch Robrecht III. von Bethune ist in der Kirche begraben.

### Orgel

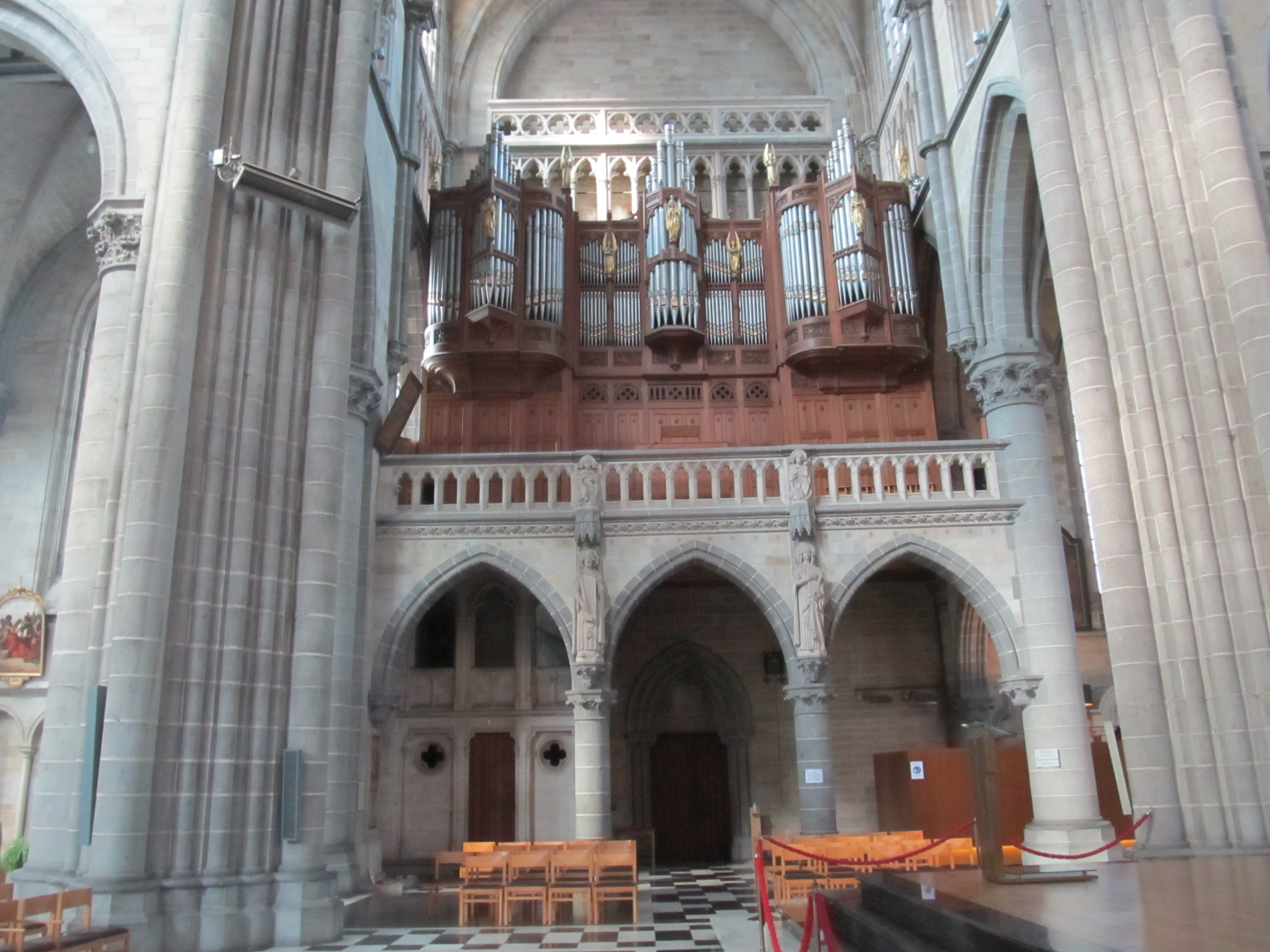
Orgel von St. Martin

Die nachromantische Orgel von 1931 ist ein Werk von Jules Anneessens mit 43 Registern auf drei Manualen und Pedal. Sie wurde 2021/22 von Paul Andriessen und Stefan Claessens nach Originalvorgabe restauriert und am 16. September 2022 mit einem Konzert wieder in Betrieb genommen.
Eine neue Orgel war notwendig geworden, da mit der Zerstörung der Kirche im Jahr 1914 auch deren Orgel unterging. Das war ein Instrument von Pieter Van Peteghem aus dem Jahr 1832 mit 
25 Registern auf zwei Manualen und Pedal.